# ブヤン・テムル
ブヤン・テムル（モンゴル語: Buyan Temür、? - 1377年）は、チャガタイの庶長子のモチ・イェベの子孫で、モンゴル帝国の皇族。明朝に投降して、安定衛の祖となった。『明実録』では安定王卜煙帖木児と記される。

## 概要
元朝にはチャガタイの庶長子のモチ・イェベの孫であるバイダカンの子孫（トガン、ドルジバル）が安定王を称しており、ブヤン・テムルもまたバイダカンに始まる安定王家の一族であったと推測されている。
洪武7年（1374年）、サリク・ウイグル（現代のユグル族）の地に住むブヤン・テムルは府尉の麻答児・千戸の剌爾嘉を明朝に派遣し、鎧甲・刀剣を献上した。洪武帝はブヤン・テムル配下の4人の酋長に銅印を支給し、それぞれを阿端・阿真・曲先（苦先）・帖里と呼称した。
洪武8年（1375年）、ブヤン・テムルは王傅のブヤン・ブカ（不顔不花）を派遣して大元ウルスのカアンより授けられた金銀字牌を明朝に献上し、同時に明朝の官職を授けるよう請願した。これを受けて洪武帝は安定衛・阿端衛を設置し、ブヤン・テムル配下の酋長を指揮同知および指揮僉事に任じた。洪武9年（1376年）には広東行省参政の鄭九成が派遣され、下賜品がブヤン・テムルらに与えられた。
洪武10年（1377年）、ブヤン・テムルの要請によって曲先衛の指揮同知に任ぜられた沙剌がブヤン・テムルを殺したため、ブヤン・テムルの息子の板咱失里は沙剌を殺して父の讐を取った。しかしその板咱失里もまた沙剌の部将に殺されてしまい、これ以後安定衛は内乱で衰退していった。

## バイダカン安定王家
1. バイダカン（Baidaqan、拝答寒/Bāīdaghānبایدغان）
2. 安定王トガン（Toγan、安定王脱歓/Ṭūghānطوغان）
3. 安定王ドルジバル（Dorǰibar、安定王朶児只班）
4. 安定王ブヤン・テムル（Buyan Temür、安定王卜煙帖木児）